# Phryxe marginalis
Phryxe marginalis là một loài ruồi trong họ Tachinidae.